# Labeobarbus kimberleyensis
Labeobarbus kimberleyensis, im englischen Largemouth Yellowfish oder Vaal-Orange Largemouth Yellowfish genannt, oder auf Afrikaans Grootbek-Geelvis, ist eine große Barbenart, die nur in Südafrika vorkommt.

## Beschreibung
Die Fische werden bis 120 Zentimeter lang und 22 Kilogramm schwer, was durch ein mit der Angel gefangenes Exemplar aus dem Vaal-Stausee dokumentiert wurde. Ein kommerziell gefangener Largemouth Yellowfish wog sogar 52 Kilogramm.

## Verbreitung und Lebensraum
Labeobarbus kimberleyensis ist endemisch im subtropischen Oranje-Vaal Flusssystem und dessen Nebenflüssen wie dem Riet River, in Lesotho, Namibia und Südafrika heimisch und gehört dort zu den größten einheimischen Fischarten zwischen dem 24° und 30° Breitengrad südlicher Länge.
In Südafrika findet man den Largemouth Yellowfish in den Provinzen Ostkap, Freistaat, Gauteng, Mpumalanga, Nordwest  und Nordkap.
Adulte Exemplare bevorzugen strömungsreiche Gewässerabschnitte, über zwei Meter tiefe Pools hinter Stromschnellen, finden aber auch im langsam fließenden Wasser der Stauseen vor Wehren und Staudämmen wie dem Sterkfontein-Staudamm einen geeigneten Lebensraum.
Eine reiche Wasservegetation, dicht bewachsene Uferpartien und oberflächenbedeckende Wasserpflanzen sind für das Überleben ihrer Art von großer Bedeutung.

## Lebensweise
Der Largemouth Yellowfish ist ein Spitzenprädator und steht in seinem Habitat an der Spitze der Nahrungskette.
Während sich Jungfische von Labeobarbus kimberleyensis noch von Krebstieren und Wasserinsekten ernähren, werden sie ab einer Länge von 30 Zentimetern überwiegend zu piscivoren Raubfischen.
Im Sommer in den Monaten Dezember bis Januar laichen sie in sauerstoffreicher Strömung auf Kiesbetten ab. Große Weibchen können dabei bis zu 60.000 Fischeier ablegen.
Largemouth Yellowfish sind langsam wachsend, erreichen mit fünf Jahren erst eine Länge von 30 Zentimetern, in Ausnahmefällen können sie bis 12 Jahre alt werden.

## Systematik und Genetik
Labeobarbus kimberleyensis gehört zu den Karpfenfischen. Lange Zeit wurde L. kimberleyensis in die Gattung der Barbus eingruppiert, bis sie später in die eigenständige Gattung Labeobarbus klassifiziert wurden. Labeobarbus kimberleyensis hat vermutlich einen hexaploiden Chromosomensatz. Sie weist einen ähnlichen Haplotyp der mitochondrialer DNS wie Labeobarbus aeneus auf, unterscheidet sich aber morphologisch. Dies ist typisch für Arten, die in ihrer jüngeren Stammesgeschichte eine Divergenz oder hybride Introgression erfahren haben, oder für Morphen, die fälschlicherweise als unterschiedliche Arten beschrieben wurden. Letzteres ist im Fall dieser beiden Arten aber unwahrscheinlich, da sie sich nicht nur in ihrer Größe unterscheiden. Die molekulargenetischen Gemeinsamkeiten beider Arten sind bisher unerforscht.

## Nutzung
Labeobarbus kimberleyensis ist ein Speisefisch, Filets vom Largemouth Yellowfish werden aus Südafrika teilweise für den nordamerikanischen Markt exportiert.
Überfischung können lokale Bestände an den Rand des Aussterbens bringen und außerdem vermutet man, dass der Largemouth Yellowfish als Spitzenprädator größere Mengen von Schadstoffen in seinem Fleisch anreichert.
Verglichen mit anderen südafrikanischen Süßwasserfischarten gilt der Bestand von Labeobarbus kimberleyensis vor allem am Unterlauf des Oranje-Flusses als derzeit noch nicht bedroht. Aufgrund der zunehmenden Degradation und Verschmutzung durch Abwassereinleitung ihrer Lebensräume könnte sich diese Situation in Zukunft ändern. Da der Largemouth Yellowfish in seinem Ökosystem die Rolle des Spitzenprädatoren einnimmt, glaubt man, dass seine Population wenig individuenreich ist.
Als Sportfisch ist der Largemouth Yellowfish bei Anglern beliebt, wobei man in Südafrika weitgehend das Catch and Release praktiziert. In den Nationalparks Augrabie und Richtersveld gelten für Angler bestandsschonende Verordnungen beim Fang dieser Fische.